# Centris moldenkei
Centris moldenkei là một loài Hymenoptera trong họ Apidae. Loài này được Toro & Chiappa mô tả khoa học năm 1989.